# 포르테 (피에몬테주)
포르테는 이탈리아 피에몬테주 토리노 광역시에 있는 코무네이다. 토리노에서 남서쪽으로 약 40 킬로미터 (25 mi) 떨어져 있다.
포르테는 피네롤로, 산피에트로발레미나, 빌라르페로사, 산제르마노키소네, 산세콘도디피네롤로와 접한다.